# Campanula praesignis
Campanula praesignis là loài thực vật có hoa trong họ Hoa chuông. Loài này được Beck mô tả khoa học đầu tiên năm 1892.